# Balekoppa (Shiralgi), Siddapur
Balekoppa (Shiralgi) là một làng thuộc tehsil Siddapur, huyện Uttara Kannada, bang Karnataka, Ấn Độ.